# The Gift (Kenny Rogers)
The Gift è un album in studio natalizio del cantante statunitense Kenny Rogers, pubblicato nel 1996.

## Tracce
1. Mary, Did You Know? (featuring Wynonna Judd) – 3:53 (Buddy Greene, Mark Lowry)
2. A Soldier's King – 3:56 (Kenny Horton, John Barlow Jarvis)
3. Pretty Little Baby Child (featuring The Katinas) – 3:48 (Jarvis, Bill Rice, Sharon Rice)
4. What a Wonderful Beginning – 3:51 (Austin Cunningham, Allen Shamblin)
5. It's the Messiah – 3:51 (Don Potter)
6. I Trust You – 2:38 (Skip Ewing, Don Schlitz)
7. Sweet Little Jesus Boy (featuring GLAD) – 2:54 (Robert MacGimsey; arr. e adatt. Larry Cansler)
8. The Chosen One Montage (The Chosen One, Away in a Manger, O Holy Night, Silent Night, The First Noel, We Three Kings, Joy to the World) – 15:43 (AA.VV.)
9. Til the Season Comes Around Again – 3:55 (Randy Goodrum, Jarvis)